# 継妃 (ホンタイジ)
継妃（けいひ、? - 1623年以後）は、清の太宗ホンタイジの2番目の妻（生別）。ウラナラ氏。

## 経歴
ヌルハチが女真の部族長であった時代に、その息子の一人であるホンタイジに嫁ぎ、側妻となった。子女を3人産んだ。1612年（明の万暦40年）、正妻のニオフル氏が死去し、ウラナラ氏は継妻となった。
後金天命8年（1623年）、ウラナラ氏は義父のヌルハチと嫡出義弟のアジゲに会った際、輿から下りなかったので、ヌルハチの怒りを買った。その後、ホンタイジはウラナラ氏と離婚した。

## 子女
- ホーゲ （粛親王）
- ロゲ （1611年 - 1621年）
- 敖漢固倫公主

いずれもホンタイジの子女

## 伝記資料
- 『満文老檔』
- 『清史稿』